# Comuna Timișești, Neamț
Timișești este o comună în județul Neamț, Moldova, România, formată din satele Dumbrava, Plăieșu, Preutești, Timișești (reședința) și Zvorănești.

## Așezare
Comuna se află în nord-estul județului, la limita cu județul Iași, pe malul drept al râului Moldova, acolo unde acesta primește apele afluentului Neamț. Este străbătută de șoseaua națională DN15B, care leagă Târgu Neamț de DN2. Lângă Timișești, acest drum se intersectează cu șoseaua județeană DJ155B, care duce spre sud la Urecheni și spre nord la Drăgănești și mai departe în județul Suceava la Boroaia (unde se termină în DN15C). Prin comună trece și calea ferată Pașcani-Târgu Neamț, pe care este deservită de halta de mișcare Timișești și de haltele Plăieșu și Sfântu Mina.

## Demografie
Componența etnică a comunei Timișești
     Români (96,05%)
     Alte etnii (0,13%)
     Necunoscută (3,81%)
Componența confesională a comunei Timișești
     Ortodocși (95,9%)
     Alte religii (0,18%)
     Necunoscută (3,92%)
Conform recensământului efectuat în 2021, populația comunei Timișești se ridică la 3.802 locuitori, în creștere față de recensământul anterior din 2011, când fuseseră înregistrați 3.492 de locuitori. Majoritatea locuitorilor sunt români (96,05%), iar pentru 3,81% nu se cunoaște apartenența etnică. Din punct de vedere confesional, majoritatea locuitorilor sunt ortodocși (95,9%), iar pentru 3,92% nu se cunoaște apartenența confesională.

## Politică și administrație
Comuna Timișești este administrată de un primar și un consiliu local compus din 13 consilieri. Primarul, Vasile Mărculeț[*], de la Partidul Național Liberal, este în funcție din 2012. Începând cu alegerile locale din 2024, consiliul local are următoarea componență pe partide politice:
|  | Partid                          | Consilieri | Componența Consiliului | Componența Consiliului | Componența Consiliului | Componența Consiliului | Componența Consiliului | Componența Consiliului | Componența Consiliului | Componența Consiliului | Componența Consiliului |
|  | ------------------------------- | ---------- | ---------------------- | ---------------------- | ---------------------- | ---------------------- | ---------------------- | ---------------------- | ---------------------- | ---------------------- | ---------------------- |
|  | Partidul Național Liberal       | 9          |                        |                        |                        |                        |                        |                        |                        |                        |                        |
|  | Partidul Social Democrat        | 3          |                        |                        |                        |                        |                        |                        |                        |                        |                        |
|  | Alianța pentru Unirea Românilor | 1          |                        |                        |                        |                        |                        |                        |                        |                        |                        |

## Istorie
La sfârșitul secolului al XIX-lea, comuna făcea parte din plasa de Sus-Mijlocul a județului Neamț și era formată din satele Buzați, Plăieșu, Preutești, Timișești și Ungheni, având în total 1889 de locuitori. În comună funcționau două biserici și o școală. Anuarul Socec din 1925 o consemnează în plasa Cetatea Neamțu din același județ, având 2570 de locuitori în satele Buzați, Plăieșu, Preutești, Timișești și Zvorănești.
În 1950, comuna a fost arondată raionului Târgu Neamț din regiunea Bacău. În 1968, a revenit la județul Neamț, reînființat.

## Personalități născute aici
- George Sofronie (1901 - 1961), politician, jurist;
- Mihai Todosia (1927 - 1996), profesor universitar;
- Neculai Asandei (1928 - 1999), inginer chimist, membru corespondent al Academiei Române;